# Австралийска овчарка
Австралийската овчарка е порода кучета, която въпреки името си произхожда от САЩ.

## История на породата
През 1493 г. в Америка попадат първите мериносови овце, внос от Испания. Заедно с тях на новия континент се появяват средни на ръст кучета, между които се срещат екземпляри със сини очи. При по-късен импорт на мериносови овце от Австралия, в Америка също пристигат синеоки кучета. В тях обаче, вече тече кръв от Австралийско Келпи и Дългокосместо Коли. Чрез сложен процес на кръстосване се обособява порода, на която дават названието Австралийско Овчарско Куче (Австралийска Овчарка). Селекцията се осъществява в САЩ, а не в Австралия, както предполага името ѝ. Резултатът надхвърля всички очаквания, породата получава повсеместна употреба, расте и славата ѝ. Представителите на породата съчетават в себе си ума, интелигентността и работоспособността на Бордър Коли и Келпи. Притежават богатата и красива космена покривка на Дългокосместото Коли. В същото време имат и собствен чар, който ги отличава от породите, участвали в първоначалното създаване. Австралийската овчарка е на 10-о място в една от класациите за най-умни кучета.

## Стандарт на породата

### Общ вид
Австралийската овчарка е средна на ръст порода кучета. Има здраво, мускулесто и пропорционално тяло, със среден кокал. Теглото на тялото и варира от 20 до 33 кг. Според класификацията на МФК се причислява към секцията на овчарските кучета (група 1 секция 1).

### Характер
Австралийските овчарки са много трудолюбиви и отговорни, те винаги се стремят да угаждат на господаря си. Имат силно развито чувство за собственост, включително към своя собственик. Те са интелигентни, игриви, социални, лоялни и също така са добри компаньони. Тези кучета са много енергични и непрекъснато имат нужда да се занимават с нещо. Те са много здрави и издръжливи и упорити. Техния овчарски инстинкт може да бъде проблематичен за тяхното семейство, защото тази порода понякога се опитва да прилага тези си качества спрямо всичко, което се движи. С непознат те са резервирани и предпазливи, докогато го преценят. Също така са смели и умеят да бранят. Общуването с хората е решаващо за тази порода. Те се разбират добре с активни и внимателни по-големи деца. Австралийската овчарка обикновено не е агресивна към други кучета. Тези кучета, лоялни и верни приятели, същевременно са изключително трудоспособни. Австралийската овчарка лесно се справя с координирането на стада от овце или крави. Освен като пазач на стада, тя подхожда чудесно за различни кучешки спортове, поради бързината и енергичността си, а може успешно да бъде използвана и като охрана. Продължителността на живота на австралийската овчарка е около 15 години.

### Глава
Тя е силна, с правилни черти, пропорционална, със средно широка черепна част и умерено удължена муцуна.

### Уши
Те са триъгълна форма, високо на главата, като са леко заоблени на върха.

### Очи
Очите на Австралийската овчарка са средни по размер с бадемовидна форма. Те са изразителни, а погледът е мек и благороден. Могат да бъдат сини, кафяви, кехлибарени или пъстри. Не са редки случаите, когато едното око е кафяво, а другото – синьо.

### Крайници
Има солидни широки лапи, които осигуряват стабилност при стъпване.

### Козина
Тази порода има разнообразна козина със средна дължина, права към къдрава. Сменя се два пъти годишно, с умерена смяна между тези периоди. Устойчива е на вятър и предпазва кучето при лоши метеорологични условия (водоустойчива). Козината може да бъде няколко цвята: черно-синьо, черно, червено–черно или изцяло червено със или без оттенъци и/или светло кафяви точки. По муцуната може да има петна, разновидности на бяло и жълто-кафяво, могат да се появят и на гърдите, на предните и задните лапи. Гъстата козина на врата и гърдите образува грива. Около главата, ушите и на предните крайници е по-къса, а по врата и задните крайници по-дълга.

### Опашка
Характерна особеност на Австралийската овчарка е нейната опашка. Тя е нормално поставена и висяща, но дължината ѝ рядко превишава 10 – 12 см. При повечето кучета опашката напълно липсва.

### Челюсти и зъби
Челюстите са здрави, с плътно прилепнали около тях устни. Зъбите са големи и здрави, с подобна на ножица захапка.

### Грижи
Австралийската овчарка изисква минимална поддръжка. Поддръжката на козината е елементарна – достатъчно е сресване с твърда четка от време на време. По-голяма поддръжка е необходима по време на сезонната смяна на козината. Може да се къпят само когато е абсолютно необходимо. Трябва да и се осигуряват игри, разходки и упражнения за да развива и поддържа мускулатурата си. Тази порода е податлива на много болести. Могат да получат слепота или глухота. Тези, които са родени с къси/подрязани опашки може да получат сериозни гръбначни проблеми. Също са предразположени към епилепсия, тазобедрена дисплазия и катаракта.

### Обучение
Австралийската овчарка е много интелигентно куче което се поддава обучение. То е особено податливо на дресиране, за да пази стада. Хубаво е да се социализират от малки и да се учат на послушание. Важно е да знаят кой е водачът, защото в противен случай ще се опитват да контролират. Австралийската овчарка изисква решителни, последователни и ефективни напътствия. Високата им интелигентност силната им способност да се учат прави стандартните упражнения скучни. Кучетата от тази порода се използват за пазачи от 19 век насам.

### Активност
Австралийската овчарка изисква много и подвижни занимания. Обикновената разходка не е достатъчна. Те обожават да бягат, да играят и да участват във всички семейни игри. Те са в стихията си, когато им е дадена възможност да изпълнят някаква задача. Не е подходяща порода за отглеждане в апартамент, тъй като може да стане апатична, нервна и да се развият лоши черти от характера и. Те са средно активни и техният стопанин трябва да не води заседнал живот и е хубаво да се гледат в къща с голям двор и много пространство. Тази порода е изключително активна.